# Nuoto ai campionati mondiali di nuoto 2007 - 200 metri dorso femminili
La gara di nuoto dei 200 metri dorso femminili dei campionati mondiali di nuoto 2007 è stata disputata il 30 e 31 marzo presso la Rod Laver Arena di Melbourne.
Vi hanno preso parte 59 atlete.
La competizione è stata vinta dalla nuotatrice statunitense Margaret Hoelzer, mentre l'argento e il bronzo sono andati rispettivamente alla zimbawese Kirsty Coventry e alla nipponica Reiko Nakamura.

## Podio
| Posizione | Atleta           | Nazionalità |
| --------- | ---------------- | ----------- |
| Oro       | Margaret Hoelzer | Stati Uniti |
| Argento   | Kirsty Coventry  | Zimbabwe    |
| Bronzo    | Reiko Nakamura   | Giappone    |

## Programma
| Data          | Ora   | Turno      |
| ------------- | ----- | ---------- |
| 30 marzo 2007 | 12:40 | Batterie   |
| 30 marzo 2007 | 20:10 | Semifinali |
| 31 marzo 2007 | 19:19 | Finale     |

## Record
Prima della manifestazione il record del mondo e il record dei campionati erano i seguenti.
| Record mondiale       | 2'06"62 | Krisztina Egerszegi Ungheria | 25 agosto 1991 Atene, Grecia   |
| Record dei campionati | 2'07"40 | He Cihong Cina               | 11 settembre 1994 Roma, Italia |

Durante l'evento è stato migliorato il seguente record:
| Data     | Evento | Atleta           | Nazione     | Tempo   | Record                |
| -------- | ------ | ---------------- | ----------- | ------- | --------------------- |
| 31 marzo | Finale | Margaret Hoelzer | Stati Uniti | 2'07"16 | Record dei campionati |

## Risultati

### Batterie
| Pos. | Batteria | Corsia | Atleta                      | Nazionalità   | Tempo       | Note |
| ---- | -------- | ------ | --------------------------- | ------------- | ----------- | ---- |
| 1    | 8        | 1      | Kirsty Coventry             | Zimbabwe      | 2:07.99     | Q    |
| 2    | 6        | 5      | Esther Baron                | Francia       | 2:09.77     | Q    |
| 3    | 8        | 5      | Margaret Hoelzer            | Stati Uniti   | 2:10.25     | Q    |
| 4    | 8        | 6      | Nikolett Szepesi            | Ungheria      | 2:10.85     | Q    |
| 5    | 8        | 4      | Reiko Nakamura              | Giappone      | 2:11.12     | Q    |
| 6    | 8        | 3      | Joanna Fargus               | Australia     | 2:11.50     | Q    |
| 7    | 6        | 3      | Frances Adcock              | Australia     | 2:11.60     | Q    |
| 8    | 7        | 6      | Elizabeth Beisel            | Stati Uniti   | 2:11.91     | Q    |
| 9    | 6        | 4      | Hanae Itō                   | Giappone      | 2:11.92     | Q    |
| 10   | 6        | 2      | Escarlata Bernard Gonzalez  | Spagna        | 2:12.43     | Q    |
| 11   | 7        | 7      | Hannah McLean               | Nuova Zelanda | 2:12.58     | Q    |
| 12   | 8        | 7      | Elizabeth Simmonds          | Gran Bretagna | 2:12.68     | Q    |
| 13   | 7        | 2      | Melissa Ingram              | Nuova Zelanda | 2:12.97     | Q    |
| 14   | 7        | 5      | Alessia Filippi             | Italia        | 2:13.03     | Q    |
| 15   | 8        | 2      | Evelyn Verrasztó            | Ungheria      | 2:13.04     | Q    |
| 16   | 6        | 6      | Iryna Amshennikova          | Ucraina       | 2:13.05     | Q    |
| 17   | 7        | 4      | Zhao Jing                   | Cina          | 2:13.12     |      |
| 18   | 5        | 3      | Carin Möller                | Svezia        | 2:13.32     |      |
| 19   | 6        | 8      | Anastasia Zueva             | Russia        | 2:13.54     |      |
| 20   | 7        | 3      | Melanie Marshall            | Gran Bretagna | 2:13.60     |      |
| 21   | 5        | 4      | Kelly Stefanyshyn           | Canada        | 2:13.65     |      |
| 22   | 5        | 2      | Aliaksandra Kavaleva        | Bielorussia   | 2:14.09     |      |
| 23   | 5        | 8      | Erin Volcán                 | Venezuela     | 2:14.89     |      |
| 24   | 5        | 1      | Anna Gostomelsky            | Israele       | 2:14.92     |      |
| 25   | 7        | 8      | Nicole Hetzer               | Germania      | 2:15.02     |      |
| 26   | 4        | 3      | Julia Wilkinson             | Canada        | 2:15.39     |      |
| 27   | 6        | 7      | BAI Anqi                    | Cina          | 2:15.51     |      |
| 28   | 4        | 2      | Iwona Lefanowicz            | Polonia       | 2:15.58     |      |
| 29   | 5        | 6      | Therese Svendsen            | Svezia        | 2:16.18     |      |
| 30   | 4        | 5      | Sanja Jovanović             | Croazia       | 2:16.38     |      |
| 31   | 6        | 1      | Kateryna Zubkova            | Ucraina       | 2:16.52     |      |
| 32   | 4        | 8      | Melanie Nocher              | Irlanda       | 2:17.29     |      |
| 33   | 8        | 8      | Valentina Georgiana Brat    | Romania       | 2:18.78     |      |
| 34   | 7        | 1      | Yoo Jin Jung                | Corea del Sud | 2:18.80     |      |
| 35   | 4        | 1      | Lourdes Villaseñor          | Messico       | 2:20.47     |      |
| 36   | 4        | 4      | Man Hsu Lin                 | Taipei cinese | 2:21.55     |      |
| 37   | 4        | 7      | Nam Eun Lee                 | Corea del Sud | 2:22.25     |      |
| 38   | 3        | 1      | Nimitta Thaveesupsoonthron  | Thailandia    | 2:22.66     |      |
| 39   | 4        | 6      | Hsu Jung He                 | Taipei cinese | 2:24.22     |      |
| 40   | 5        | 7      | Nazil Ege Calisal           | Turchia       | 2:25.03     |      |
| 41   | 3        | 2      | Ming Xiu Ong                | Malaysia      | 2:25.15     |      |
| 42   | 3        | 7      | Kiera Aitken                | Bermuda       | 2:26.32     |      |
| 43   | 3        | 4      | Sook Fun Chai               | Malaysia      | 2:26.38     |      |
| 44   | 2        | 4      | Maftunabonu Tuhtasinova     | Uzbekistan    | 2:26.55     |      |
| 45   | 2        | 6      | Wenika Kaewchaiwong         | Thailandia    | 2:27.22     |      |
| 46   | 3        | 8      | Khadija Ciss                | Senegal       | 2:27.55     |      |
| 47   | 2        | 5      | Layla Alghul                | Giordania     | 2:27.77     |      |
| 48   | 3        | 6      | Slavica Pavic               | Perù          | 2:28.02     |      |
| 49   | 2        | 2      | Yulduz Kuchkarova           | Uzbekistan    | 2:29.05     |      |
| 50   | 3        | 3      | Thi Cuc Hoang               | Vietnam       | 2:29.20     |      |
| 51   | 2        | 3      | Weng Kuan                   | Macao         | 2:30.61     |      |
| 52   | 3        | 5      | Massie Milagros Carrillo    | Perù          | 2:32.06     |      |
| 53   | 2        | 1      | Lacy Palmer-Martin          | Saint Lucia   | 2:39.24     |      |
| 54   | 1        | 4      | Siona Huxley                | Saint Lucia   | 2:40.96     |      |
| 55   | 2        | 8      | Anouchka Diane Etiennette   | Mauritius     | 2:44.35     |      |
| 56   | 2        | 7      | Dalia Massiel Torrez Zamora | Nicaragua     | 2:45.98     |      |
| -    | 1        | 3      | Valerie Eman                | Aruba         | non partita |      |
| -    | 1        | 5      | Obia Inyengiyikabo          | Nigeria       | non partita |      |
| -    | 5        | 5      | Annika Lurz                 | Germania      | non partita |      |

### Semifinali
I migliori 8 tempi accedono alla finale
| Pos. | Batteria | Corsia | Atleta                     | Nazionalità   | Tempo   | Note |
| ---- | -------- | ------ | -------------------------- | ------------- | ------- | ---- |
| 1    | 2        | 5      | Margaret Hoelzer           | Stati Uniti   | 2:07.70 | Q    |
| 2    | 2        | 4      | Kirsty Coventry            | Zimbabwe      | 2:07.76 | Q    |
| 3    | 2        | 3      | Reiko Nakamura             | Giappone      | 2:08.82 | Q    |
| 4    | 1        | 4      | Esther Baron               | Francia       | 2:10.55 | Q    |
| 5    | 2        | 2      | Hanae Itō                  | Giappone      | 2:10.69 | Q    |
| 6    | 1        | 1      | Alessia Filippi            | Italia        | 2:11.16 | Q    |
| 6    | 1        | 5      | Nikolett Szepesi           | Ungheria      | 2:11.16 | Q    |
| 8    | 1        | 7      | Elizabeth Simmonds         | Gran Bretagna | 2:11.20 | Q    |
| 9    | 1        | 8      | Iryna Amshennikova         | Ucraina       | 2:11.49 |      |
| 10   | 1        | 2      | Escarlata Bernard Gonzalez | Spagna        | 2:11.72 |      |
| 11   | 2        | 6      | Frances Adcock             | Australia     | 2:12.04 |      |
| 12   | 1        | 6      | Elizabeth Beisel           | Stati Uniti   | 2:12.09 |      |
| 13   | 2        | 7      | Hannah McLean              | Nuova Zelanda | 2:13.12 |      |
| 14   | 1        | 3      | Joanna Fargus              | Australia     | 2:13.22 |      |
| 15   | 2        | 8      | Evelyn Verrasztó           | Ungheria      | 2:13.52 |      |
| 16   | 2        | 1      | Melissa Ingram             | Nuova Zelanda | 2:14.07 |      |

### Finale
| Pos. | Corsia | Atleta             | Nazionalità   | Tempo   | Note                  |
| ---- | ------ | ------------------ | ------------- | ------- | --------------------- |
|      | 4      | Margaret Hoelzer   | Stati Uniti   | 2:07.16 | Record dei campionati |
|      | 5      | Kirsty Coventry    | Zimbabwe      | 2:07.54 |                       |
|      | 3      | Reiko Nakamura     | Giappone      | 2:08.54 |                       |
| 4    | 6      | Esther Baron       | Francia       | 2:09.59 |                       |
| 5    | 2      | Hanae Itō          | Giappone      | 2:10.57 |                       |
| 6    | 1      | Nikolett Szepesi   | Ungheria      | 2:10.66 |                       |
| 7    | 8      | Elizabeth Simmonds | Gran Bretagna | 2:11.09 |                       |
| 8    | 7      | Alessia Filippi    | Italia        | 2:11.41 |                       |